# Polizeiruf 110: Tu es!
Tu es! ist ein Fernsehfilm aus der Krimireihe Polizeiruf 110. Der vom Norddeutschen Rundfunk produzierte Beitrag und soll im Ersten ausgestrahlt werden. Es ist der 30. Fall des Rostocker Teams.

## Handlung
Katrin König und Melly Böwe ermitteln in Rostock nach einem Mord mit anschließendem Selbstmord: Ein junger Mann ersticht auf offener Straße eine Frau und nimmt sich anschließend das Leben, ohne erkennbare Verbindung zu seinem Opfer. Die einzige Spur ist eine mysteriöse Nachricht auf seinem Handy: „Tu es!“. Schnell geraten ein Lehrer und Online‑Foren in den Fokus der Ermittlungen.

## Hintergrund
Der Film wurde vom 4. April 2024 bis zum 6. Mai 2024 in Rostock, Hamburg, Seevetal und Rosenburg gedreht. Die Premiere erfolgte am 25. April 2025 auf dem FiSH Filmfestival in Rostock.